# Ilmenit
Ilmenit  là một khoáng vật titan-sắt oxide có từ tính yếu, có màu xám thép hay đen sắt, có công thức hóa học FeTiO
3. Nó kết tinh theo hệ ba phương, và có cấu trúc tinh thể giống với corundum và hematit. Tên gọi Ilmenit được đặt theo tên dãy núi Ilmenski ở Nga, là nơi khoáng vật này được phát hiện đầu tiên

## Đặc điểm nhận biết
Ilmenit thường được tìm thấy trong các đá macma bị biến đổi, khoáng vật giả hình leucoxen. Thông thường các ilmenit có viền bằng leucoxen, là đặc điểm phân biệt ilmenit với magnetit và các khoáng vật oxide titan-sắt khác.
Về mặc phản xạ ánh sáng, ilmenit có thể được phân biệt với magnetit bởi nó có tính đa sắc lớn hơn và cho màu hồng nâu nhạt.
Ilmenit có từ tính yếu đối với nam châm cầm tay.

## Đặc điểm hóa học

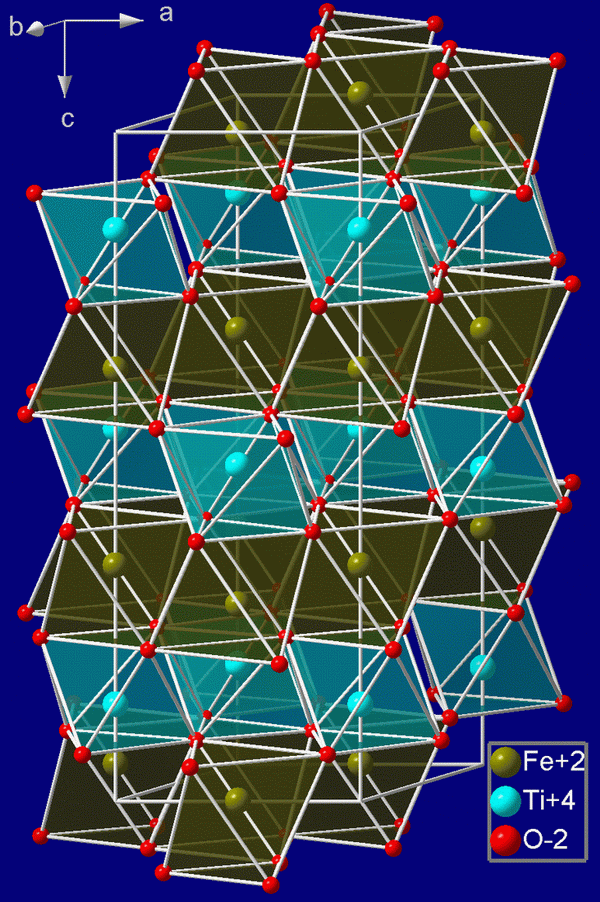
Cấu trúc tinh thể ilmenit

Ilmenit thường chứa một lượng đáng kể magiê và mangan và công thức hóa học đầy đủ có thể được viết như sau (Fe,Mg,Mn,Ti)O3. Ilmenit hình thành từ dung dịch rắn với geikielit (MgTiO
3) và pyrophanit (MnTiO
3), là những chất cuối của chuỗi dung dịch rắn chứa mangan và mangan-sắt.
Mặc dù có dấu hiệu của một dãi khoáng vật (Fe,Mg,Mn,Ti)O3 xuất hiện trên Trái Đất, nhưng phổ biến nhất là loại ilmenit có thành phần FeTiO
3 với một lượng nhỏ Mn và Mg. Một điểm ngoại lệ là các ilmenit của kimberlit, nơi mà khoáng vật thường chứa phần lớn các phân tử geikielit, và trong một số đá felsic có độ phân dị cao, ilmenit có thể chứa một lượng lớn các phân tử pyrophanit.
Ở nhiệt độ cao hơn, người ta chứng minh rằng có một dung dịch rắn hoàn toàn giữa ilmenit và hematit. Có thể có một khoảng trộn lẫn ở nhiệt độ thấp hơn làm cho hai khoáng vật này cùng có mặt trong các đá nhưng không có dung dịch rắn nào. Điều này có thể là kết quả từ sự quá bão hòa trong các ilmenit bị nguội đi chứa nhiều sắt hơn là được sắp xếp một cách đồng nhất trong các ô mạng của tinh thể.
Ilmenit bị biến đổi tạo thành khoáng vật leucoxen, là một nguồn quan trọng cung cấp titan trong các mỏ cát chứa khoáng vật nặng. Leucoxen là một thành phần đặc trưng của các đá gabro và diorit bị biến đổi và là dấu hiệu nhận biết ilmenit trong đá chưa bị biến đổi.

## Tiêu thụ
Ilmenit chủ yếu được dùng làm nguyên liệu thô cho các sản phẩm tạo màu. Titan dionit được tách ra và nghiền thành bộ mịn và là một chất độ trắng cao có thể được sử sụng trong các sản phẩm sơn, giếu và nhựa chất lượng cao.
Phần lớn titan dioxide dùng làm chất tạo màu chủ yếu tập trung ở Bắc Mỹ và châu Âu, chiếm đến 50% nhu cầu thế giới. Nhu cầu của Indo-Chinese đang tăng nhanh chóng và có thể vượt qua lượng tiêu thụ của phương Tây.
Tiêu thụ thế giới tăng khoảng 5% đến 8% mỗi năm, với tốc độ tăng trưởng mạnh mẽ tập trung vào các nền kinh tế châu Á. Nhu cầu thế giới năm 2004 là 335.000 tấn TiO
2, tương đương 2,4 triệu tấn ilmenit.
Ilmenit chuyển thành titan dioxide bằng quy trình xử lý sulfat. Các nhà máy xử lý sulfat phải tận dụng ilmenit hàm lượng vanadi thấp, với vanadi là nguyên tố penalty. Chất tạo màu titan dioxide cũng có thể được sản xuất từ nguyên liệu thô hàm lượng titan cao như rutil và leucoxen bằng quy trình acid clorit.
Ilmenit thô được tinh chế bằng cách giảm hàm lượng sắt. Cacbon (anthracit) được dùng để chuyển hóa một số oxide sắt trong ilmenit thành sắt kim loại. Các sản phẩm của quá trình này là sắt nóng chảy (pig iron) và xỉ giàu titan. Một quá trình liên quan là quá trình Becher.
Cát ilmenit cũng còn được dùng làm cát phun để làm sạch diecast.

## Sản lượng
| Quốc gia          | Sản lượng |
| ----------------- | --------- |
| Úc                | 1.140     |
| Nam Phi           | 952       |
| Canada            | 809       |
| Trung Quốc        | 400       |
| Na Uy             | 380       |
| Hoa Kỳ            | 300       |
| Ukraina           | 220       |
| Ấn Độ             | 200       |
| Brasil            | 130       |
| Vietnam           | 100       |
| Mozambique        | (750)     |
| Madagascar        | (700)     |
| Sénégal           | (150)     |
| Các quốc gia khác | 120       |
| Toàn thế giới     | 4.800     |

Úc là quốc gia khai thác và xuất khẩu quặng ilmenit lớn nhất thế giới năm 2005-2006, với sản lượng 1,1 triệu tấn, theo sau là Nam Phi (952 ngàn tấn), Canada (809 ngàn tấn), Trung Quốc (~400 ngàn tấn) và Na Uy (380 ngàn tấn).
Việc khai thác các mỏ khoáng sản lớn ở Sénégal, Côte d'Ivoire, Madagascar và Mozambique sẽ tăng lượng cung ilmenit, rutil, zircon và leucoxene cho thị trường tiêu thụ thế giới trong những năm tới. Nguồn cung cấp ilmenit và titan thô này khoảng 1,5 triệu tấn mỗi năm, hơn mức tăng về nhu cầu titan của thế giới là 350 ngàn tấn mỗi năm.
Mặc dù hầu hết ilmenit được thu hồi từ mỏ cát chứa khoáng vật nặng, ilmenit cũng có thể được khai thác trong các đá xâm nhập hay còn gọi là quặng titan đá gốc.